# 傅珍珠
傅珍珠（英語：Margaret Friberg，1913年10月10日—1993年9月4日），護士、宣教士，生於瑞典，幼年成長於中國。1939年起受教會差派，陸續至中國河南、非洲坦桑尼亞及台灣嘉義基督教醫院從事護理及宣教工作。

## 生平
- 1913年─1927年，隨擔任信義會醫療宣教士的父親，於中國河南洛陽度過童年生活。[2]
- 1938年，自美國伊利諾州信義會醫院護理學校（Lutheran Hospital, Moline, Illinois）畢業，取得護士資格。[1]
- 1939年，接受教會差派，與母親一同返回中國河南宣教。[1]
- 1942年─1943年，二戰期間，因西方僑民身分被拘禁於山東濰縣集中營。[3]
- 1946年─1967年，接受教會差派，至非洲坦桑尼亞山區的Bumbul信義會醫院擔任護理長。[1]
- 1967年，於美國伊利諾州喬治威廉學院（George Williams College）進修健康管理。[1]
- 1968年─1983年，接受教會差派，至台灣嘉義基督教醫院擔任護理長[3]。除了培育護理後進，她也特別關愛小兒麻痺病童，被暱稱為「阿嬤」，常與志工倪傑帶病童外出踏青[4]。多名同期任職的宣教護士皆回憶，聖誕節時，傅珍珠會親手準備餅乾與咖啡，邀請全院同仁至護士宿舍聚會。[5]
- 1983年，退休，轉任義務性質的英文秘書。[3]
- 1988年，返回美國，與姪子、姪女同住。晚年罹患俗稱漸凍人症的肌萎縮側索硬化症（AmyotrophicLateral Sclerosis, ALS）。[6]
- 1993年9月4日，病逝於美國明尼蘇達州，享年79歲。[6]